# Marjan van Aubel
Marjan van Aubel (Bergen op Zoom, 1985) is een Nederlands installatiekunstenaar en ontwerper. Ze houdt zich bezig met het bedenken, ontwerpen en toepassen van manieren om zonnetechnologie door middel van design zo naadloos mogelijk te integreren in de omgeving, gebouwen objecten en zo het dagelijks leven. Van Aubel is actief met haar eigen ontwerpstudio met zo'n 10 werknemers (2022). 

## Opleiding
Van Aubel behaalde in 2009 een bachelor aan het Rietveld Academie DesignLab en in 2012 studeerde ze met haar master af aan het Royal College of Art in Londen, Verenigd Koninkrijk.

## Werken
Van Aubel en haar studio hebben een aantal installatiekunstproducten ontworpen, zoals Sunne, Current Table en Power Plant. Ze verwierf vooral internationale aandacht met het ontwerp voor de zonnepanelen in het dak van het Nederlands paviljoen op de door de coronapandemie uitgestelde Expo 2020 in Dubai, Verenigde Arabische Emiraten. Ook is ze samen met Pauline van Dongen inatiefneemster van de eerste The Solar Biennale. Deze biënnale bestond uit verschillende onderdelen waaronder de overzichtstentoonstelling The Energy Show - Zon, zonne-energie en menskracht in Het Nieuwe Instituut in Rotterdam en het Solar Paviljoen tijdens de Dutch Design Week 2022 in Eindhoven.

## Prijzen
- 2015 - Radicale Verniewer[3]
- 2016 - WIRED Audi Innovation Award - product design, Current Window[7]
- 2021 - Lighting design of the year 2021, Sunne[8]
- 2022 - Design Awards - Life-Enhancer of the Year 2022, Sunne[9]

## Exposities
Vaste exposities met werk van Van Aubel bevinden zich in zeven musea verspreid over de wereld. Deze exposities zijn te vinden in het:
- MoMA, New York
- Victoria and Albert Museum, Londen
- Stedelijk Museum, Amsterdam
- Vitra Design Museum, Weil am Rhein
- Museum Boijmans van Beuningen, Rotterdam
- The Montreal Museum of Art, Montreal
- National Gallery of Victoria, Melbourne

## Publicaties
- Marjan van Aubel, Solar Futures: How to Design a Post-Fossil World with the Sun, Jap Sam Books, 978-94-92852-65-6, 2022